# Cameron McGeehan
Cameron McGeehan (Kingston upon Thames, 6 de abril de 1995) es un futbolista británico que juega en la demarcación de centrocampista para el Northampton Town F. C. de la League One.

## Selección nacional
El 23 de marzo de 2023 hizo su debut con la selección de Irlanda del Norte en un encuentro de clasificación para la Eurocopa 2024 ante San Marino en el que vencieron por cero a dos tras un doblete de Dion Charles.

## Clubes
| Club                             | País       | Año       | Partidos | Goles |
| -------------------------------- | ---------- | --------- | -------- | ----- |
| Norwich City F. C.               | Inglaterra | 2013-2014 | 0        | 0     |
| Luton Town F. C. (cedido)        | Inglaterra | 2014      | 18       | 3     |
| Cambridge United F. C. (cedido)  | Inglaterra | 2015      | 6        | 3     |
| Luton Town F. C.                 | Inglaterra | 2015-2017 | 88       | 28    |
| Barnsley F. C.                   | Inglaterra | 2017-2018 | 10       | 1     |
| Scunthorpe United F. C. (cedido) | Inglaterra | 2018      | 15       | 1     |
| Barnsley F. C.                   | Inglaterra | 2018-2020 | 58       | 8     |
| Portsmouth F. C. (cedido)        | Inglaterra | 2020      | 17       | 2     |
| KV Oostende                      | Bélgica    | 2020-2023 | 56       | 7     |
| Colchester United F. C.          | Inglaterra | 2023-2024 | 39       | 10    |
| Northampton Town F. C.           | Inglaterra | 2024-     | 43       | 10    |